# Джонсон, Томас (губернатор)
Томас Джонсон (англ. Thomas Johnson; 4 ноября 1732 — 26 октября 1819) — американский юрист и политик, делегат Первого Континентального конгресса в 1774 году, командир ополчения Мэриленда в 1776 году, первый губернатор штата Мэриленд в 1777 году. За всю свою политическую карьеру Джонсон поддерживал хорошие отношения с Джорджем Вашингтоном, который назначил его членом Верховного суда в 1791 году. Джонсон прослужил в суде недолго и подал в отставку в январе 1793 года.

## Ранние годы
Томас Джонсон родился в провинции Мэриленд, в округе Калверт, в семье Томаса Джонсона-старшего  (1702—1777) и его жены Доркас Седжвик (1705—1770). Его дед, которого тоже звали Томас Джонсон (1656—1714), был юристом в Лондоне и влюбился в одну из служанок Королевской канцелярии. Он женился на ней без разрешения Лорда-канцлера, что было тогда уголовно наказуемо. Чтобы избежать ареста, он незадолго до 1700 года эмигрировал из Ярмута в Америку при помощи капитана Роджера Бейкера, отца невесты. В 1702 году он попытался вернуться в Англию с грузом мехов, но началась Война королевы Анны, корабль был захвачен испанцами, а Томас сумел бежать в Канаду, откуда в 1714 году пешком добрался до своего мэрилендского дома. Из-за этих событий Томас-старший, родившийся 19 января 1702 года, вырос почти сиротой, потерял родителей в 12 лет, но при помощи друзей получил хорошее образование, женился в 1725 году, а вскоре после был избран в Ассамблею Мэриленда.
Томас-младший родился в 1732 году, в один год с Джорджем Вашингтоном и Ричардом Генри Ли, место рождения которых находилось неподалеку, на другом берегу Потомака. Так как семья была очень большой, он и его братья смогли получить только весьма скромное образование, а затем Томаса отправили работать в Аннаполис, где он стал писцом в местном суде. Это дало ему возможность ознакомиться с судебными процедурами и послушать знаменитых адвокатов. Томас тоже решил стать юристом и начал учиться у известного законоведа Стивена Бордли. Знаменитый впоследствии политик Уильям Пака тоже был учеником Бордли. В 1760 году Томас получил лицензию адвоката в округе Фредерик.

## Политическая карьера
В 29 лет Джонсон стал уже известным юристом, поэтому жители округа Анн-Арандел избрали его своим представителем в Ассамблею Мэриленда. Он прибыл в Аннаполис и 17 марта 1762 года занял своё место в Ассамблее. Так началась его политическая карьера, которая продлилась 30 лет. В то время Мэриленд был проприетарной колонией, где вся власть принадлежала частному лицу, лорду Калверту. Он назначал  губернатора и всех администраторов, а так же контролировал верхнюю палату ассамблеи, поэтому только нижняя палата выражала волю населения колонии, что и объясняло популярность её делегатов. Вскоре Британский парламент принял Гербовый акт (1765)Закон о гербовом сборе, который король подписал 22 марта 1765 года. Ассамблея не созывалась в 1764 году, а в 1765 году была созвана только 23 сентября, но жители колонии протестовали, собирались на сходки, а 7 сентября жители округа Анн-Аранделл на сельской сходке составили инструкции для своих представителей в Ассамблее. После начала сессии Ассамблея выбрала трёх делегатов на конгресс, а Джонсон был избран в комитет, который составил инструкции для делегатов. Джонсон так же попал в комитет, который составил ряд резолюций, своего рода «Билль о правах» Мэриленда. Эти резолюции были приняты 28 сентября.
Приняв резолюции, Ассаблея завершила сессию, а когда в Мэриленд прибыл корабль с грузом почтовых марок, губернатор решил не принимать их вплоть до инструкций от правительства. В марте 1766 года Гербовый закон был отменён. События «Кризиса гербового акта» сделали Джонсона одним из самых известных политиков в Мэриленде. В те же дни он сделал предложение Энн Дженнингс и они поженились  16 февраля 176 года.
Приняв резолюции, Ассаблея завершила сессию, а когда в Мэриленд прибыл корабль с грузом почтовых марок, губернатор решил не принимать их вплоть до инструкций от правительства. В марте 1766 года Гербовый закон был отменён. События «Кризиса гербового акта» сделали Джонсона одним из самых известных политиков в Мэриленде. В те же дни он сделал предложение Энн Дженнингс и они поженились  16 февраля 176 года.
летом 1766 года к власти пришло Правительство графа Четэма, которое приняло так называемые Законы Таунсенда, вводящие налоги на ряд товаров. Губернатор Шарп опять затягивал с созывом ассамблей, поэтому она собралась только в мае 1768 года, через полгода после ввода пошлин. 8 июня Ассамблея сформировала комитет для разработки меморандума, который бы выразил отношение жителей колонии к этим законам. В комитет включили Джонсона и ещё ряд политиков. Созданный ими меморандум был одобрен ассамблеей и отправлен королю. Меморандум решительно утверждал, что согласно Хартии Мэриленда его жители обладают всеми правами англичан и решительно протестуют против введённых законов.

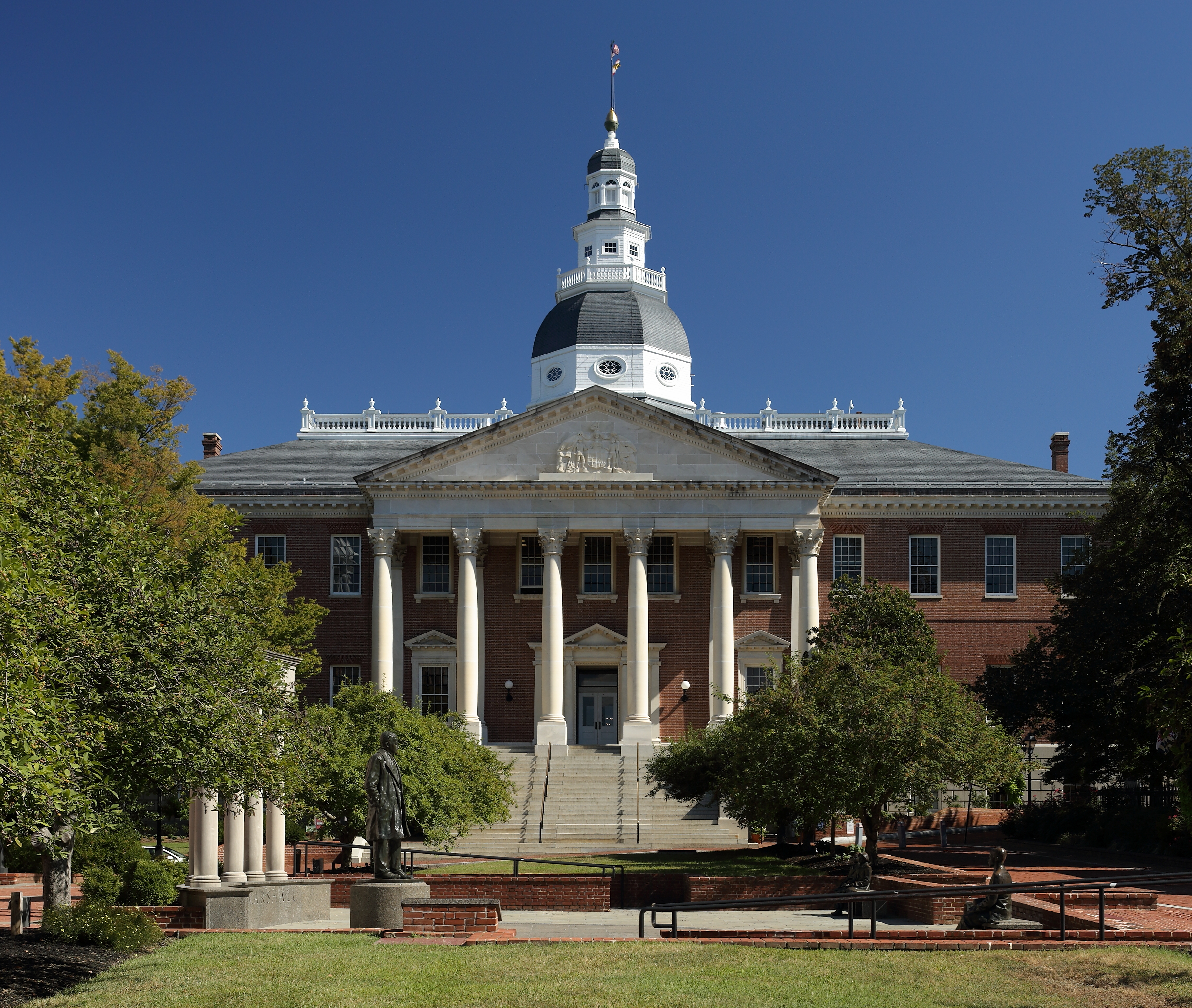
Капитолий Мэриленда в 2013 году

В 1768 году лорд Калверт назначил новым губернатором Мэриленда Роберта Идена, который распорядился заложить новое здание для правительства колонии. Джонсон попал в комитет, которому поручили надзирать за строительством. Здание было заложено 28 марта 1772 года. Впоследствии оно стало Капитолием Мэриленда, и в настоящее время является самым старым зданием капитолия в США.
Конфликт с Великобританией из-за налогов привёл к Бостонскому чаепитию в декабре 1773 года, и в ответ парламент принял ряд жёстких законов против Массачусетса. 19 апреля 1774 года губернатор Иден распустил Ассамблею Мэриленда и назначил следующую сессию на ноябрь 1776 года. Так как мэрилендцы потеряли возможность обсуждать ситуацию в Ассамблее, то на сходке в Балтиморе было предложено созвать делегатов на Провинциальный конгресс Мэриленда.  Жители округа Анн-Арандел собрались в Аннаполисе и выбрали 13 делегатов на конвент. Или были Томас Джонсон, Самуэль Чейс, Уильям Пака, Чарльз Кэррол, Мэтияс Хамонд, Брайс Уортингтон, Джон Холл, Томас Дорси, Джон Худ, Самуэль Чьеу Джон Уимс, Томас Спригг и Рейзин Хаммонд. 22 июня 1774 года 92 делегата собрались в Аннаполисе на Первый провинциальный конвент. Мэтью Тилгмен был избран председателем. Конвент осудил законы против Массачусетса и призвал собрать гуманитарную помощь для города. Конгресс поддержал идею созвать общий конгресс всех колоний, а Джонсону, Тилгману, Пака, Чейcу и Голдсборо поручили заняться перепиской с другими колониями для организации такого конгресса, и стать делегатами от Мэриленда. В итоге было решено, что Первый Континентальный конгресс соберется в Филадельфии в начале сентября 1774 года.